# Abraxas taiwanensis
Abraxas taiwanensis, en chino tradicional, 臺灣金星尺蛾 ("Polilla Venus de Taiwán"), es una especie de polilla de la familia Geometridae. La especie fue descrita por primera vez por el lepidopterólogo japonés Hiroshi Inoue en 1984. Tiene amplia distribución en la isla de Taiwán.